# Ugo Tucci
Pour les articles homonymes, voir Tucci.
Ugo Tucci est un producteur de cinéma italien.

## Filmographie sélective
- 1959 : Le notti dei Teddy Boys de Leopoldo Savona
- 1965 : Sette uomini d'oro de Marco Vicario
- 1969 : Il prof. dott. Guido Tersilli primario della clinica Villa Celeste convenzionata con le mutue de Luciano Salce
- 1971 : La classe ouvrière va au paradis (La classe operaia va in paradiso) d'Elio Petri
- 1971 : Il était une fois la révolution (Giù la testa) de Sergio Leone
- 1972 : Le général dort debout (Il generale dorme in piedi) de Francesco Massaro
- 1972 : Viol en première page (Sbatti il mostro in prima pagina) de Marco Bellocchio
- 1973 : La Tosca de Luigi Magni
- 1974 : Spasmo d'Umberto Lenzi
- 1974 : L'Orgasme dans le placard (Donna è bello) de Sergio Bazzini
- 1975 : Simone e Matteo: Un gioco da ragazzi de Giuliano Carnimeo
- 1975 : Il vangelo secondo Simone e Matteo de Giuliano Carnimeo
- 1976 : Virginité (Come una rosa al naso) de Franco Rossi
- 1976 : La Mort en sursis (Il trucido e lo sbirro) d'Umberto Lenzi
- 1977 : L'exécuteur vous salue bien (La banda del trucido) de Stelvio Massi
- 1978 : Tutto suo padre de Maurizio Lucidi
- 1979 : L'Enfer des zombies (Zombi 2) de Lucio Fulci
- 1980 : Prestami tua moglie de Giuliano Carnimeo
- 1981 : La Mort au large (L'ultimo squalo) d'Enzo G. Castellari
- 1983 : Chi mi aiuta...? de Valerio Zecca
- 1983 : L'Art d'aimer (Ars amandi) de Walerian Borowczyk
- 1986 : Aladdin (Superfantagenio) de Bruno Corbucci
- 2003 : Fallo! de Tinto Brass
- 2004 : Ladri di barzellette de Bruno Colella et Leonardo Giuliano
- 2005 : E ridendo l'uccise de Florestano Vancini
- 2005 : La porta delle 7 stelle de Pasquale Pozzessere